# Laperm
Laperm este o rasă de pisici face parte din familia REX. Linda Kohel a dat nume acestei noi rase de pisici, rezultată în urma unei mutații din pisica domestică, "laperm", însemnând "păr făcut permanent". 

## Istorie
Această pisică a aparținut unor fermieri care au adoptat mai multe pisici. Odată una dintre pisicile lor a dat naștere mai multor pui printre care era una mai cheală. Fermierii au fost îngrijorați de sănătatea acesteia dar ea a crescut fără boli și a avut o blană moale și creață. Fermierii au numit pisica Curly. Ea era unica pisică care avea blana astfel de acolo. Gena s-a răspândit când Curly a născut mai mulți masculi ca ea și așa această rasă s-a răspândit cu repeziciune.

## Aspect
Blana accestora este creață și moale de diferite culori. Blana acestei pisici poate fi lungă sau scurtă. În cazul pisicilor din această rasă, cu părul lung, coada este stufoasă dar la cele cu părul scurt este ca o perie lungă și subțire. Ochii sunt usor migdalați și expresivi. Fruntea puțin plată iar membrele sunt lungi.

## Temperament
Aceste pisici sunt sociabile și afectuoase cu stăpânii. Ba chiar se înțeleg bine și cu celelalte animale din casă. De asemenea, această rasă este bună cu copii de orice vârstă; deci este o pisică perfectă pentru un stăpân începător.

## Îngrijire
Aceste pisici sunt ușor de întreținut, trebuie să fie periate doar odată sau de două ori pe săptămână. Pisicile Laperm sunt foarte sănătoase dar pot să sufere rar de aceleași boli cu pisica domestică, această pisică provenind din cea domestică.